# The Manchurian Candidate (1962)
The Manchurian Candidate (bra: Sob o Domínio do Mal; prt: O Candidato da Manchúria, ou O Enviado da Manchúria) é um filme norte-americano de suspense de 1962, dirigido por John Frankenheimer, baseado em romance homônimo de Richard Condon.

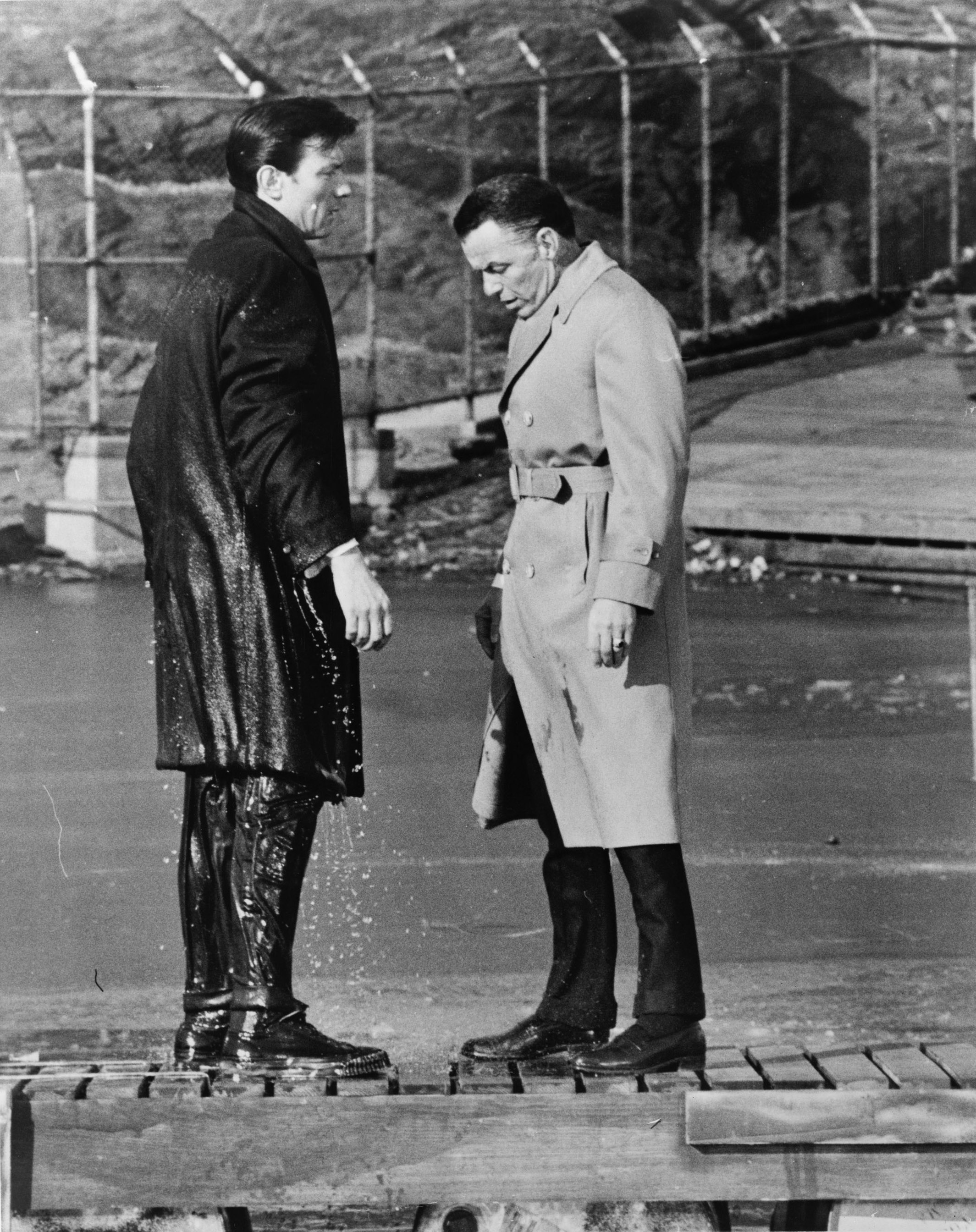
Laurence Harvey e Frank Sinatra em cena do filme

## Sinopse
O oficial do Exército dos Estados Unidos Ben Marco é atormentado com a repetição do mesmo pesadelo: durante a Guerra da Coreia, ele e seu pelotão, em especial o sargento Raymond Shaw, são submetidos a intensa lavagem cerebral e hipnose por militares russos e chineses. Ele reporta essa ocorrência aos seus superiores, que lhe recomendam apenas tarefas mais leves.
Raymond Shaw, que regressara da guerra como herói e fora agraciado com a Medalha de Honra do Congresso é enteado do senador anticomunista John Iselin. Dedica-se ao jornalismo e apesar de detestar a mãe, Eleanor, ainda sofre dela bastante influência. Esta inclusive o forçou a terminar o relacionamento com Jocelyn, a filha do senador Thomas Jordan, rival do casal Iselin.
Ben Marco, após ser afastado do serviço, resolve procurar Raymond em Nova Iorque para compartilhar seu tormento, a quem se refere como “o ser humano mais amável, corajoso, bondoso e maravilhoso que eu já conheci”, mesmo estranhamente sentindo justamente o contrário.
A partir do encontro dos dois, tudo começa a fazer sentido para Marco: o encontro com Chunjin, um coreano presente em seus sonhos, a revelação de Shaw que outro membro do pelotão também tem os mesmos sonhos, que a freqüência de Shaw em jogar Paciência, especialmente quando surge a dama de ouros, são uma espécie de ativação para Raymond matar pessoas. Ao mesmo tempo, Shaw também é usado, até as últimas consequencias pela mãe, para viabilizar a indicação do senador Iselin na chapa como vice-presidente dos Estados Unidos de seu partido.

## Elenco
- Frank Sinatra – Major Ben Marco
- Laurence Harvey – Raymond Shaw
- Janet Leigh – Eugenie Rose Chaney
- Angela Lansbury – Eleanor Shaw Iselin
- Henry Silva – Chunjin
- James Gregory – Senador John Iselin
- Leslie Parrish – Jocelyn Jordan
- John McGiver – Senador Thomas Jordan
- Khigh Dhiegh – Dr. Yen Lo
- Douglas Henderson – Coronel Milt
- James Edwards – Cabo Allen Melvin
- Albert Paulsen – Zilkov

## Prêmios e indicações
Em 1963 o filme recebeu as indicações de melhor atriz coadjuvante para Angela Lansbury e de melhor montagem para Ferris Webster pelo Óscar. No BAFTA foi indicado para melhor filme de qualquer origem. Pelo Golden Globes foi indicado para melhor diretor John Frankenheimer e venceu na categoria de melhor atriz coadjuvante para Angela Lansbury.